# John Zander
John Zander (John Adolf Fredrik Zander; * 31. Januar 1890 in Stockholm; † 9. Juni 1967 ebenda) war ein schwedischer Mittel- und Langstreckenläufer.
Beim Mannschaftsrennen über 3000 m der Olympischen Spiele 1912 in Stockholm kam er auf dem 10. Platz ins Ziel. Obwohl er als Vierter des schwedischen Teams nicht in die Punktewertung kam, wurde er wie der Rest der Mannschaft mit einer Silbermedaille ausgezeichnet. Über 1500 m wurde er Siebter.
1917 stellte er zwei Weltrekorde auf: am 12. Juli mit 8:35,7 min über 3000 m und am 5. August mit 3:54,7 min über 1500 m. Die 3000-Meter-Marke verbesserte er im darauffolgenden Jahr zunächst am 15. Juli auf 8:34,8 min und dann am 7. August auf 8:33,1 min.
1920 erreichte er bei den Olympischen Spielen in Antwerpen über 1500 m im Finale nicht das Ziel. Im 3000-Meter-Mannschaftsrennen wurde seine Platzierung nicht erfasst.
Fünfmal wurde er nationaler Meister über 1500 m (1913, 1915–1918), je zweimal über 800 m (1912, 1913) und über 5000 m (1917, 1918) und einmal im 3000-Meter-Hindernislauf (1915).

## Persönliche Bestzeiten
- 800 m: 1:58,2 min, 12. August 1916, Stockholm
- 1500 m: 3:54,7 min, 5. August 1917, Stockholm
- 5000 m: 14:57,5 min, 17. August 1918, Stockholm